# Manitobasee
Der Manitobasee (englisch Lake Manitoba; französisch Lac Manitoba) ist einer der größeren Seen Kanadas.

## Lage
Er liegt in der Provinz Manitoba, etwa 75 km nordwestlich der Provinzhauptstadt Winnipeg, und hat eine Fläche von etwa 4.700 km². Er hat eine Nord-Süd-Ausdehnung von etwa 200 km und liegt ungefähr parallel zu seinem größeren östlichen Nachbarn, dem Winnipegsee.
Hauptzufluss ist der Waterhen River, welcher den nördlich gelegenen See Winnipegosissee
entwässert.
Das Wasser des Manitobasees fließt über den Fairford River zum Lake St. Martin und weiter über den Dauphin River zum Winnipegsee hin ab.
Er ist, wie auch seine Nachbarn, der Winnipegosis- und der Winnipegsee und der weiter südöstlich gelegene Lake of the Woods, aus dem riesigen prähistorischen Agassizsee hervorgegangen, der sich einst über weite Teile der Mitte Nordamerikas erstreckte.
Angeblicher Bewohner des Manitobasees ist ein Seeungeheuer mit Namen Manipogo.